# NGC 4663
NGC 4663 је спирална галаксија у сазвежђу Девица која се налази на NGC листи објеката дубоког неба.
Деклинација објекта је - 10° 11' 53" а ректасцензија 12h 44m 47,0s. Привидна величина (магнитуда) објекта NGC 4663 износи 13,5 а фотографска магнитуда 14,5. NGC 4663 је још познат и под ознакама IC 811, MCG -2-33-2, PGC 42946.